# Столичен регион
Столична област (на датски: Region Hovedstaden) е една от 5-те административни области на Дания. Населението ѝ е 1 848 989 жители (1 октомври 2019 г.), а площта 2561 кв. км. Намира се в часова зона UTC+1. Създадена е на 1 януари 2007 г. и включва столицата на Дания Копенхаген с околийските общини, а също така и остров Борнхолм.